# アンディ・カルデコット

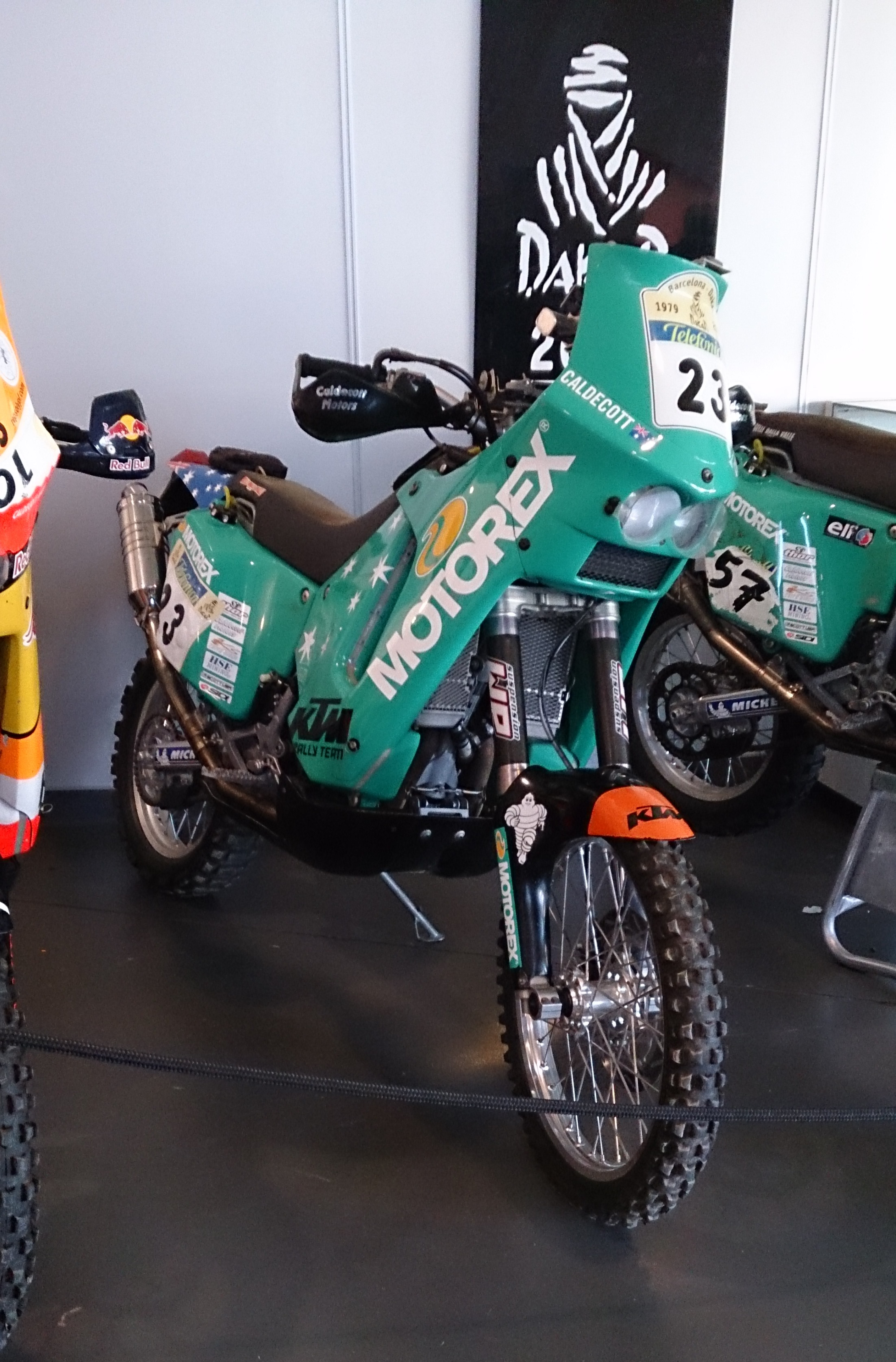
2005年のダカール・ラリーでカルデコットが乗ったKTM

アンディ・カルデコット (Andy Caldecott, 1964年8月10日 - 2006年1月9日) は、オーストラリア出身のオフロードレーサー。彼はオーストララジアン・サファリで4度の優勝（2000年-2003年）を達成し、ダカール・ラリーにも3度（2004年、2005年、2006年）参戦した。
2006年のダカール・ラリーにおいて、彼は第3ステージで勝利したが、ヌアクショットからキファに至る第9ステージでクラッシュし首を負傷、死亡した。彼の死は28年に及ぶ同ラリーの歴史において23番目の死亡事故であった。
彼は限界まで挑戦したが、彼のスタイルは気楽で謙遜していることで知られていた。その死の前に、彼はキースでオートバイ店を経営していた。彼は死の当時、妻のトレーシーとの間に4歳になる娘のケイトリンがおり、妻は第2子を妊娠していた。長期資本投資信託は彼の妻と娘を継続して支援している。

## 参照
1. ↑  Australian Caldecott killed in Dakar Rally
2. ↑  Australian rider dies during Dakar Rally
3. ↑  The Andy Caldecott Memorial Trust